# Conseiller à la sécurité nationale
Le conseiller à la sécurité nationale (en anglais : Assistant to the President for National Security Affairs ou National Security Adviser) est un conseiller direct et l'un des principaux conseillers du président des États-Unis, qu'il renseigne et conseille sur toutes les questions relatives à la sécurité nationale. Il est membre du Bureau exécutif du président des États-Unis et le plus haut membre du Conseil de sécurité nationale des États-Unis.

## Description
Le bureau du conseiller est situé dans l'aile Ouest de la Maison-Blanche. Il est secondé par une équipe fournissant recherches, analyses et renseignements.
Il est nommé par le président sans confirmation par le Sénat (contrairement aux secrétaires du cabinet) et n'est pas lié ou subordonné aux départements d'État ou de la Défense et donc doit pouvoir conseiller de manière indépendante le président américain. Son rôle et son pouvoir varient d'une administration à l'autre.
En période de crise aiguë, le conseiller opère depuis la salle de crise (Situation Room) de la Maison-Blanche.
Plusieurs présidents américains ont fréquemment changé de conseiller à la sécurité nationale, le record revenant à Donald Trump qui a nommé sept titulaires, dont six au cours des quatre ans de son premier mandat.

## Liste des conseillers à la sécurité nationale
| Nom                                         | Mandat                              | Présidence | Présidence                      |
| ------------------------------------------- | ----------------------------------- | ---------- | ------------------------------- |
| Robert Cutler                               | 1953-1955                           |            | Dwight D. Eisenhower            |
| Dillon Anderson                             | 1955-1956                           |            | Dwight D. Eisenhower            |
| William Harding Jackson (en)                | 1956                                |            | Dwight D. Eisenhower            |
| Robert Cutler (en)                          | 1957-1958                           |            | Dwight D. Eisenhower            |
| Gordon Gray                                 | 1958-1961                           |            | Dwight D. Eisenhower            |
| McGeorge Bundy                              | 1961-1966                           |            | John F. Kennedy, Lyndon Johnson |
| Walt Rostow                                 | 1966-1969                           |            | Lyndon Johnson                  |
| Henry Kissinger                             | 1969-1975                           |            | Richard Nixon, Gerald Ford      |
| Lieutenant-général Brent Scowcroft          | 1975-1977                           |            | Gerald Ford                     |
| Zbigniew Brzeziński                         | 1977-1981                           |            | Jimmy Carter                    |
| Richard V. Allen                            | 1981-1982                           |            | Ronald Reagan                   |
| William P. Clark                            | 1982-1983                           |            | Ronald Reagan                   |
| Lieutenant-colonel Robert McFarlane         | 1983-1985                           |            | Ronald Reagan                   |
| Rear admiral John Poindexter                | 1985-1986                           |            | Ronald Reagan                   |
| Frank Carlucci                              | 1986-1987                           |            | Ronald Reagan                   |
| Général Colin Powell                        | 1987-1989                           |            | Ronald Reagan                   |
| Lieutenant-général Brent Scowcroft          | 1989-1993                           |            | George H. W. Bush               |
| Anthony Lake                                | 1993-1997                           |            | Bill Clinton                    |
| Sandy Berger                                | 1997-2001                           |            | Bill Clinton                    |
| Condoleezza Rice                            | 2001-2005                           |            | George W. Bush                  |
| Stephen Hadley                              | 2005-2009                           |            | George W. Bush                  |
| Général James L. Jones                      | 2009-2010                           |            | Barack Obama                    |
| Thomas E. Donilon                           | 2010-2013                           |            | Barack Obama                    |
| Susan Rice                                  | 2013-2017                           |            | Barack Obama                    |
| Lieutenant-général Michael T. Flynn         | 20 janvier - 13 février 2017        |            | Donald Trump                    |
| Lieutenant-général Joseph Keith Kellogg Jr. | 13 - 20 février 2017 (intérim)      |            | Donald Trump                    |
| Lieutenant-général H. R. McMaster           | 20 février 2017 - 23 mars 2018      |            | Donald Trump                    |
| John R. Bolton                              | 23 mars 2018 - 10 septembre 2019    |            | Donald Trump                    |
| Charles Kupperman                           | 10 - 18 septembre 2019 (intérim)    |            | Donald Trump                    |
| Robert C. O'Brien                           | 18 septembre 2019 - 20 janvier 2021 |            | Donald Trump                    |
| Jake Sullivan                               | 20 janvier 2021 - 20 janvier 2025   |            | Joe Biden                       |
| Michael Waltz                               | 20 janvier - 1er mai 2025           |            | Donald Trump                    |
| Marco Rubio                                 | 1er mai 2025 - auj. (intérim)       |            | Donald Trump                    |

## Dans la fiction
- Dans le film Air Force One (1997), Jack Doherty (sous les traits de Tom Everett) est le conseiller à la sécurité nationale du président James Marshall.
- Dans les saisons 1 à 7 de la série télévisée À la Maison-Blanche (1999), Nancy McNally (sous les traits de Anna Deavere Smith) est la conseillère à la sécurité nationale du président Josiah Bartlet.
- Dans la saison 2 de la série télévisée Designated Survivor (2017), Aaron Shore (sous les traits de Adan Canto) est le conseiller à la sécurité nationale du président Tom Kirkman.
- Dans la saison 7 de la série télévisée Homeland (2018), Saul Berenson (sous les traits de Mandy Patinkin) est le conseiller à la sécurité nationale de la présidente Elizabeth Keane.
- Dans la série The Blacklist, dans les saisons 3,4 et 5 Laurel Hitchin (sous les traits de Christine Lahti) est conseillère à la sécurité nationale du président.